# علامة الصفر
علامة الصفر مرتبطة بالرقم صفر. في الحسابات العادية، الرقم صفر ليس له إشارة، لذا فإن كلا من +0 و -0 متساويان. ومع ذلك، في الحوسبة، تسمح بعض تمثيلات الأرقام بوجود صفرين، يُشار إليهما غالبًا بـ +0 (صفر موجب) و-0 (صفر سالب)والتي تكون متساوية بعمليات المقارنة العددية ولكن مع احتمال سلوك مختلف في بعض العمليات. يحدث هذا في الحجم الموقع وتمثيلات المتمم الأحادي للأعداد الصحيحة وفي معظم تمثيلات أرقام الفاصلة المتحركة. عادةً ما يتم ترميز الرقم 0 كـ +0، ولكن يمكن أيضًا تمثيله بـ -0 أو الرقم نفسه.